# René Temmink
René H. J. Temmink (Deventer, 24 giugno 1960) è un ex arbitro di calcio olandese.

## Carriera
Nato a Deventer, e attivo come rivenditore di auto, inizia ad arbitrare nel 1982, arrivando in Eredivisie a 33 anni, nel 1993, debuttando il 31 maggio all'ultima di campionato, Sparta Rotterdam-Roda JC, vinta dagli ospiti per 4-2.
Nel 1995 diventa internazionale, facendo il suo esordio il 31 maggio nell'amichevole di Helsinki tra Finlandia e Danimarca, vinta dagli ospiti per 1-0.
Il 24 giugno dello stesso anno è di scena per la prima volta in una gara delle coppe europee, il 3-0 casalingo degli austriaci del Vorwärts Steyr sui greci dell'Īraklīs nella fase a gironi della Coppa Intertoto.
L'8 agosto 1995 debutta in Coppa UEFA, dirigendo il 3-1 dei finlandesi del MyPa in Scozia contro il Motherwell, nell'andata del turno preliminare.
Il 12 settembre 1995 dirige la prima nella fase finale della stessa coppa, il successo per 2-0 dei tedeschi del Werder Brema in Irlanda del Nord contro il Glenavon nell'andata di trentaduesimi di finale.
Il 31 marzo 1997 arbitra per la prima volta una gara ufficiale tra nazionali maggiori, il successo di Israele sul Lussemburgo in trasferta per 3-0 nelle qualificazioni al Mondiale di Francia 1998.
Il 23 luglio dello stesso anno debutta in Champions League, in Armenia, nella gara P'yownik-MTK Budapest, andata del 1º turno preliminare, vinta dagli ungheresi per 2-0.
A settembre 1997 dirige due gare del Mondiale Under-17 in Egitto.
Il 22 ottobre 1998 dirige la sua unica gara di sempre in Coppa delle Coppe, lo 0-0 tra Lazio e Partizan nell'andata degli ottavi di finale.
Il 20 settembre 2000 viene designato per la prima volta nella fase finale di Champions League, per Sturm Graz-Galatasaray, chiusa con il successo per 3-0 degli austriaci sui turchi.
Nella stagione 2001-2002 arbitra la finale di Coppa d'Olanda, il 12 maggio 2002, a Rotterdam, tra Utrecht e Ajax, gara vinta dai lancieri per 3-2 dopo i tempi supplementari.
Il 16 ottobre 2004 decide di sospendere, senza poi continuarla, la gara tra ADO Den Haag e PSV, a dieci minuti dal termine, sul 2-0 per gli ospiti, in seguito a cori antisemiti del pubblico di casa a lui rivolti, nonostante non sia ebreo.
Nel 2005 viene scelto per arbitrare la Supercoppa europea del 26 agosto tra il Liverpool, campione d'Europa a Istanbul contro il Milan, e i russi del CSKA Mosca, gara che si concluderà con il successo per 3-1 ai supplementari degli inglesi.
Nel 2006 dirige la Supercoppa olandese del 13 agosto tra PSV, campione d'Olanda, e Ajax ad Amsterdam, vinta per 3-1 da questi ultimi.
Conclude la carriera al termine dell'anno solare 2006, prima del termine della stagione 2006-2007, arbitrando come ultima gara Heerenveen-Excelsior 2-0 del 23 dicembre, diciottesima di campionato.
Termina con 282 gare dirette in Eredivisie, oltre a una in Ligue 1 e due in Pro League. Con 203 cm di altezza era uno degli arbitri internazionali più alti d'Europa.